# Посуциці
Посуциці (пол. Posucice, нім. Poßnitz) — село в Польщі, у гміні Браниці Ґлубчицького повіту Опольського воєводства.
Населення — 202 особи (2011).

## Демографія
Демографічна структура станом на 31 березня 2011 року:
|          | Загалом | Допрацездатний вік | Працездатний вік | Постпрацездатний вік |
| -------- | ------- | ------------------ | ---------------- | -------------------- |
| Чоловіки | 110     | 36                 | 66               | 8                    |
| Жінки    | 92      | 21                 | 52               | 19                   |
| Разом    | 202     | 57                 | 118              | 27                   |